# スティーヴ・ラッシュ
スティーヴ・ラッシュ（Steve Rash - ）は、アメリカ合衆国の映画監督。

## 作品
- グローリー・ショット　～栄光への軌跡～
- チアーズ3
- アメリカン・パイ in バンド合宿
- 銀河少女ゼノン
- チャーリー・シーンの ミスター・グッド・アドバイス
- 砂漠でホールド・アップ!
- エディー 勝利の天使
- カントリー・ファーム／招かれざる婿!?
- クイーンズ・ロジック/女の言い分・男の言い訳
- キャント・バイ・ミー・ラブ
- バディ・ホリー・ストーリー